# Đạo Nghĩa
Đạo Nghĩa là một xã thuộc huyện Đắk R'lấp, tỉnh Đắk Nông, Việt Nam.

## Địa lý
Xã Đạo Nghĩa nằm ở phía nam huyện Đắk R'lấp, có vị trí địa lý:
- Phía đông giáp xã Nhân Đạo và tỉnh Lâm Đồng
- Phía tây giáp xã Đắk Sin
- Phía nam giáp xã Đắk Sin và tỉnh Lâm Đồng
- Phía bắc giáp xã Nghĩa Thắng.

Xã có diện tích 57,93 km², dân số năm 2006 là 3.839 người, mật độ dân số đạt 66 người/km².

## Lịch sử
Xã Đạo Nghĩa được thành lập ngày 06 tháng 8 năm 1965 trước 30 tháng 4 năm 1975 có tên gọi là xã Đạo Nghĩa thuộc quận Kiến Đức, tỉnh Quảng Đức.
Sau năm 1975, Đạo Nghĩa là một xã thuộc huyện Đắk Nông, tỉnh Đắk Lắk.
Ngày 22 tháng 2 năm 1986, Hội đồng Bộ trưởng ban hành Quyết định 19-HĐBT. Theo đó, chuyển xã Đạo Nghĩa về huyện Đắk R'lấp mới thành lập.
Ngày 26 tháng 5 năm 1992, Ban Tổ chức Chính phủ ban hành Quyết định số 313-TCCP. Theo đó, thành lập xã Đắk Sin trên cơ sở 12.600 ha diện tích tự nhiên và 1.349 người của xã Đạo Nghĩa, 5.400 ha diện tích tự nhiên của xã Quảng Tín.
Sau khi điều chỉnh địa giới hành chính, xã Đạo Nghĩa còn lại 11.450 ha diện tích tự nhiên và 4.712 người.
Ngày 31 tháng 12 năm 2002, Chính phủ ban hành Nghị định 113/2002/NĐ-CP. Theo đó, thành lập xã Nhân Đạo trên cơ sở 6.500 ha diện tích tự nhiên và 4.051 người của xã Đạo Nghĩa.
Sau khi điều chỉnh địa giới hành chính, xã Đạo Nghĩa còn lại 10.974 ha diện tích tự nhiên và 9.021 người.
Ngày 22 tháng 11 năm 2006, Chính phủ ban hành Nghị định 142/2006/NĐ-CP. Theo đó, thành lập xã Nghĩa Thắng trên cơ sở điều chỉnh 4.910 ha diện tích tự nhiên và 6.762 người của xã Đạo Nghĩa.
Sau khi điều chỉnh địa giới hành chính, xã Đạo Nghĩa còn lại 5.793 ha diện tích tự nhiên và 3.839 người.